# 广岛之恋
《广岛之恋》（法語：Hiroshima mon amour）是法国電影導演阿伦·雷乃在1959年导演的法国左岸黑白爱情片，剧本由玛格丽特·杜拉斯创作。该电影开创性地使用了非线性叙事与倒叙，叙述了一对外遇的法国日本情侣之间的对话。
電影大量採用意識流的手法，以及變化萬端的時空錯置手法，呈現出女主角的內心世界以及過去的種種回憶，深刻的描寫出女主角遭到回憶綑綁，不願回憶起過去的痛苦與難忘的愛人，卻又無法割捨這段記憶，彷彿只有這段記憶能承載她生命的重量。這部電影將主角的內心世界轉化為具體的畫面，並運用突兀剪接、跳切、拼貼式風格來呈現女主角對於戀愛的渴望和畏懼，以蒙太奇剪接手法，使用對比、交叉與並列的方法來呈現敘事，並有大量的獨白與詠嘆，充分展現法國新浪潮電影的特色。
電影以男女一絲不掛、緊緊相依的身體作為開端，以及一幕幕人民逃亡挨餓的畫面，道出了廣島被投下原子彈後的災況，一邊是男女主角虛幻的歡愉，一邊是現實殘酷的寫實畫面，來回交錯，不只營造諷刺感，更暗示女主角心中對於戰爭與舊戀情的陰影與悲傷記憶，更藉由男女主角光滑的皮膚，對比廣島核爆後人民殘缺的身體，隱含強烈的反戰思潮。
電影以女演員為敘事主體，是對於傳統性別意識最大的抗拒，女性不再只是「被觀察」的角色，由女演員發問，再由男日本人回答，勾勒出女演員思緒的移轉，作為承載電影劇情的主軸，透過女演員的回憶與雙眼，看到過去殘酷的歷史和不堪回首的記憶。

## 剧情
1957年，法国女演员（艾曼纽·丽娃）来到日本广岛拍摄一部宣传和平的电影时，邂逅当地的建筑工程师（冈田英次），两人在短暂时间内忘记各自的有夫之妇、有妇之夫身份，产生忘我恋情。 
然而因为广岛这块土地的特殊性，两人在激情相拥时，女演员脑海中总会闪现若干有关战争的残酷画面，建筑工程师也常令她回忆起她在战时于法国小城内韦尔与一名德国占领军的爱情。电影拍摄结束后，被纠缠的女演员感觉自己唯一能做的，是在有限的时间里，更加投入地把身体交于对方。 

## 特点
本片的影片剧本由法国著名的新小说派女作家玛格丽特·杜拉斯所写，因此影片既有创作者的独特的风格，又以严密的结构方式带有浓厚的文学气息。片中大量关于回忆与遗忘的对话，具有左岸的特点。

## 成就
- 1959年戛纳电影节:官方评选[2][1]
- 1959年梅利斯大奖赛。
- 1960年国际电影评论大奖赛。
- 国际摄影联合会电影摄影奖。
- 电影电视大奖赛。
- 电影俱乐部联合会
- 《费加罗报》和《法国电影》电影专业人士的公投作品。